# Joseph Laniel
Joseph Laniel (Vimoutiers, 12 ottobre 1889 – Parigi, 8 aprile 1975) è stato un politico francese.
Dopo aver preso parte alla Resistenza, fondò nel 1946 il Partito Repubblicano della Libertà, poi confluito tra i repubblicani indipendenti
Fu Presidente del Consiglio della Francia dal 28 giugno 1953 al 19 giugno 1954.